# The Six O'Clock Follies
The Six O'Clock Follies est une série télévisée américaine comique en 6 épisodes de 30 minutes, diffusée entre le 14 avril 1980 et le 13 septembre 1980 sur le réseau NBC.
Cette série est inédite dans tous les pays francophones.

## Fiche technique
Sauf indication contraire, les informations mentionnées dans cette section peuvent être confirmées par la base de données cinématographiques IMDb,  présente dans la section « Liens externes ».
- Titre original : The Six O'Clock Follies
- Réalisation : Bob Sweeney et Don Weis
- Scénario : Marvin Kupfer, Norman Steinberg (en) et John Steven Owen
- Photographie :
- Musique : Harry Betts et Artie Butler
- Casting :
- Montage : Chuck Montgomery
- Décors :
- Costumes :
- Production : Marvin Kupfer et Norman Steinberg
- Sociétés de production : Warner Bros. Television Studios
- Société de distribution : NBC
- Chaîne d'origine : NBC
- Pays d'origine :  États-Unis
- Langue originale : anglais
- Genre : Comédie
- Durée : 30 minutes

## Distribution

### Acteurs principaux et secondaires
- A. C. Weary : Sam Page
- Laurence Fishburne : Robby Robinson
- Philip Charles MacKenzie : Midas Metcovich
- Randall Carver : Lieutenant Beuler
- Joby Baker : Colonel Harvey Mann
- Aarika Wells : Candi LeRoy
- George Cheung
- David Hubbard

### Invités
- Phil Hartman
- Howard Witt
- Bill Paxton

## Épisodes
1. Welcome, Robby
2. Ol' Yeller
3. Goodbye, Candi
4. Rumors of Peace
5. The Medal Winner
6. The Surprise Party